# Prassidice
Prassidice (ufficialmente Praxidike, dal greco Πραξιδίκη), o Giove XXVII, è un satellite naturale irregolare di Giove.

## Scoperta
È stato scoperto nel 2000 da una squadra di astronomi dell'Università delle Hawaii guidati da Scott S. Sheppard ed ha inizialmente ricevuto la designazione provvisoria S/2000 J 7.

## Denominazione
Nel 2002 l'Unione Astronomica Internazionale (IAU) gli ha assegnato la denominazione ufficiale che fa riferimento alle Prassidiche, divinità che nella mitologia greca formavano la "triade divina della giusta punizione".

## Parametri orbitali
Prassidice orbita attorno a Giove con un moto retrogrado in 609,25 giorni, a una distanza media di 20,824 milioni di km, con un'inclinazione di 144° rispetto all'eclittica (143° rispetto al piano equatoriale di Giove) e con un'eccentricità orbitale di 0,1840.

## Caratteristiche
Prassidice appartiene al gruppo di Ananke, un gruppo di satelliti irregolari che si ritiene sia costituito dai resti della frammentazione di un asteroide catturato da Giove.
Con un diametro stimato di 7 km, Prassidice è il secondo membro più grande del gruppo dopo Ananke, assumendo che abbia un'albedo di 0,04.
Il satellite appare di colore grigio con indice di colore B-V=0,77, R-V= 0,34, tipico di un asteroide di tipo C.